# Xorrigo

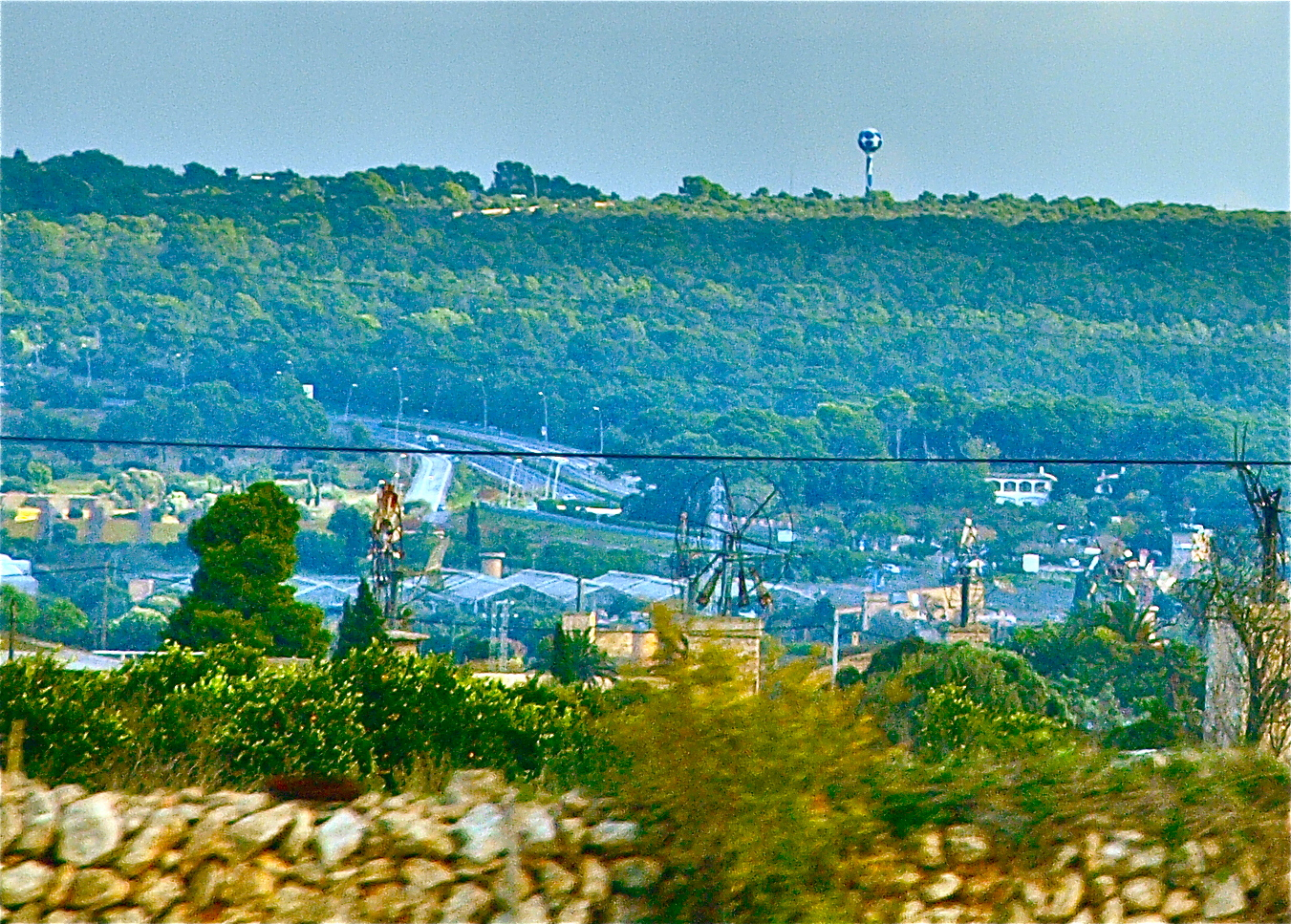
Xorrigo

Xorrigo és una possessió al terme municipal de Palma, Mallorca, al districte de Llevant, vora la carretera Palma-Manacor, a l'extrem de gregal del terme municipal de Palma, fent partió amb els d'Algaida i Santa Eugènia.
Sembla que Xorrigo és un topònim d'origen mossàrab; una paraula, doncs, d'origen llatí anterior a la dominació musulmana que s'ha mantengut viva fins a l'actualitat. Podria derivar de subriguus (zona humida), a la vegada derivada de rigare, relacionat amb el caràcter reguívol dels terrenys.
La referència més antiga que hi ha de Xorrigo es remunta al 1582. El 1610, Pere Gual i d'Olesa establí el rafal de Xorrigo, per un preu d'entrada de 604 lliures i un cens de 50 lliures, a Francesc Sureda de Vivot. El 1657, pertanyia a Miquel Sureda, cavaller de l'orde de Calatrava. El 1672, fou adquirida de la Cúria Reial per Francesc Cotoner. Durant molts anys fou de la família Cotoner, marquesos d'Ariany. El 1862 tenia 873 quarterades i era la segona possessió del terme de Palma en extensió. El 1897, Pere i Josep Ferran Cotoner i de Verí vengueren Xorrigo i la possessió veïna de Moranta a l'enginyer anglès Henry Robert Waring Rantkin, per preu de 220 000 pessetes. Després la possessió ha anat canviant de famílies de propietaris i s'hi realitzaren algunes segregacions.

## Construccions
Les cases de la possessió, que es conserven en un estat excel·lent, estan edificades a tres dels costats d'una gran clastra rectangular empedrada amb lloses, oberta a llevant i guarnida amb dos plàtans. Les parets mestres són de paredat en verd amb cantonades i obertures de carreu de marès. Les cobertes són a doble vessant de teula àrab. A l'esquerra de la clastra, hi ha cotxeries i estables d'una sola planta, amb un portal de llinda i dues portasses.
A la dreta de la clastra, a la banda nord, s'hi troba la casa dels senyors, de dues plantes d'alçat i amb accés per un portal de llinda, flanquejat per altres dos portals de llinda. A llevant s'estén un jardí que arriba fins a un safareig i a un molí extractor d'aigua, de secció octogonal, amb un portalet d'arc escarser i amb motllures a la part superior.
Les cases dels amos se situen al fons de la clastra amb una carrera empedrada amb macs. A la dreta hi ha un coll de cisterna de secció octogonal. La façana té alçat de dues plantes, amb portal forà d'arc rodó, amb la data 1797 al seu damunt. Té tres finestres amb esplandit, una a l'esquerra del portal i les altres a la dreta. El primer pis també en té tres, amb fillola. Damunt l'arrebossat de les pedres apareixen dues franges horitzontals referides de blanc. Damunt la teulada hi ha un campanar de cadireta rematat amb una creu. L'interior mostra un arc de mig punt que separa els dos aiguavessos. A l'esquerra del primer hi ha la cuina, amb foganya amb campana. A part posterior hi ha un celler de planta quadrangular, amb coberta de quatre trams de volta d'aresta sostinguts per un pilar de secció quadrada; amb dos grans cups de fusta de secció circular. Completen aquesta zona dos cups de pedra per trepitjar el raïm, un dels quals comunica amb l'exterior, a la part posterior de les cases, amb el graó per poder apropar-s'hi el carro i buidar les portadores de raïm.
Hi ha un bloc pels missatges i jornalers amb tres arcs de mig punt a la planta baixa. Més enfora, hi ha sestadors per a les ovelles i altres estances ramaderes. A llevant s'hi alça, aïllat, un molí de vent fariner amb torre de secció circular, antenes, capell i escala, situat damunt un cintell amb marge de pedra seca. La torre té una placa amb el poema El molino, de Manuel Maura Salas (1893-1982). Damunt el seu portal, allindanat, hi ha una fornícula avenerada amb una figura que podria representar sant Vicenç Ferrer, en record de la llegenda segons la qual hauria predicat en aquesta contrada durant la seva venguda a Mallorca, a la tardor de 1413; o sant Bernat, patró dels moliners.